# Голям-Дервент
Голя́м-Дерве́нт (болг. Голям Дервент) — село в Ямбольській області Болгарії. Входить до складу общини Єлхово.

## Населення
За даними перепису населення 2011 року у селі проживала 61 особа, усі — болгари.
Розподіл населення за віком у 2011 році:
Динаміка населення: